# Sleepy Joe

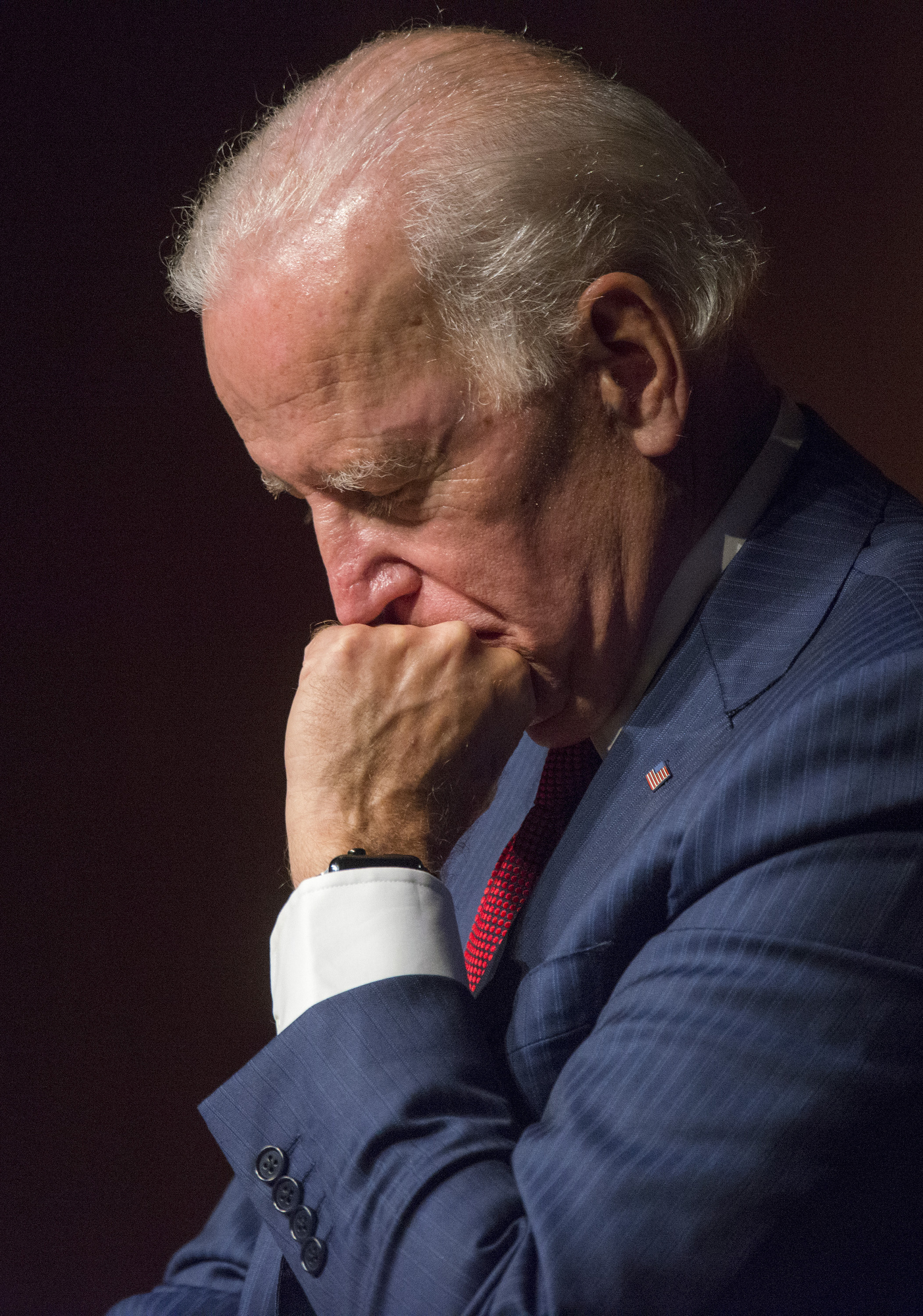
Biden dormindo durante a Palestra Tom Johnson na Biblioteca Presidencial LBJ, em 2017

Sleepy Joe (literalmente Joe Sonolento, ou Joe Soneca) é um apelido usado para descrever Joe Biden, o 46.º presidente dos Estados Unidos, criado e utilizado por opositores de sua presidência, tornando-se um meme da internet. O apelido foi originalmente cunhado em 2019 por Donald Trump, antecessor e sucessor de Biden.

## História
Em 25 de abril de 2019, o presidente dos Estados Unidos, Donald Trump, tuitou: "Bem-vindo à corrida, Sleepy Joe". Biden respondeu chamando Trump de "palhaço". Durante a eleição presidencial de 2020, incluindo os debates finais da campanha, Trump zombou repetidamente de seu oponente Biden, chamando-o de "Sleepy Joe".
No ano seguinte, em junho, surgiram relatos de que Trump havia perguntado recentemente a conselheiros se deveria manter seu apelido atual para Biden, "Sleepy Joe", ou tentar criar outro apelido, como "Swampy Joe" ou "Creepy Joe". Observou-se que Trump não estava convencido de que "Sleepy Joe" fosse particularmente "perigoso", e alguns de seus assessores concordaram e o incentivaram a parar de usar o apelido. Em um tuíte, Trump declarou outro apelido para Biden: "Corrupt Joe".
Trump criticou Biden, dizendo que ele "está na política há 40 anos e não fez nada", descrevendo-o como "politicamente fraco" e alegando que Trump fez mais em 3,5 anos pelos negros do que Biden em 43 anos. Reforçando sua guerra contra os "democratas da esquerda radical", Trump se apropriou de apelos populares para "proteger a polícia" e os atribuiu falsamente a "Sleepy Joe". Ele também afirmou que Biden "não sabe onde está ou o que está fazendo", que "está dormindo", e que Biden realizou um comício para o qual "quase ninguém apareceu".